# Liquid Acrobat as Regards the Air
Liquid Acrobat as Regards the Air è un album della The Incredible String Band, pubblicato dalla Island Records nell'ottobre del 1971.

## Tracce
Lato A
1. Talking of the End – 5:31 (Robin Williamson)
2. Dear Old Battlefield – 3:08 (Robin Williamson)
3. Cosmic Boy – 3:51 (Licorice McKechnie (testo), Mike Heron (musica))
4. Worlds, They Rise and Fall – 3:28 (Mike Heron)
5. Evolution Rag – 4:44 (Robin Williamson)
6. Painted Chariot – 3:45 (Mike Heron)

Lato B
1. Adam and Eve – 2:33 (Robin Williamson)
2. Red Hair – 2:10 (Mike Heron)
3. Here Till Here Is There – 3:07 (Robin Williamson)
4. Tree – 3:00 (Mike Heron)
5. Jigs & Reels – 2:44 (Brani tradizionali, arrangiamenti ISB)
6. Darling Belle – 10:54 (Robin Williamson)

## Musicisti
Talking of the End
- Robin Williamson - oud, voce solista, chitarra, violino, fischietto (whistle), piatto (cymbals)
- Mike Heron - organo, sitar, voce
- Likky (Licorice McKechnie) - harmonium, organo, voce, small hand drums
- Malcolm Le Maistre - tastiere (clavicembalo), voce, hand drums
- Stan Lee - chitarra pedal steel

Dear Old Battlefield
- Robin Williamson - chitarra ritmica, voce
- Mike Heron - chitarra solista
- Likky (Licorice McKechnie) - organo, voce
- Malcolm Le Maistre - basso
- Gerry Conway - batteria

Cosmic Boy
- Likky (Licorice McKechnie) - voce
- Mike Heron - pianoforte

Worlds They Rise and Fall
- Mike Heron - harmonium, chitarra, basso, pianoforte, voce
- Robin Williamson - violoncello, oboe, violino

Evolution Rag
- Robin Williamson - mandolino, kazoo, voce
- Mike Heron - organo
- Likky (Licorice McKechnie) - basso, kazoo
- Malcolm Le Maistre - kazoo, voce, fischietto (swanee whistle), percussioni

Painted Chariot
- Mike Heron - chitarra, voce solista
- Robin Williamson - basso, oboe, voce
- Likky (Licorice McKechnie) - organo, voce
- Malcolm Le Maistre - mandolino, voce
- Gerry Conway - batteria

Adam and Eve
- Robin Williamson - percussioni, chitarra elettrica, voce solista
- Mike Heron - pianoforte elettrico, voce
- Likky (Licorice McKechnie) - clashers, voce
- Malcolm Le Maistre - voce, fischietto (whistle)
- Stan Lee - basso
- Gerry Conway - batteria

Red Hair
- Mike Heron - voce, chitarra, pianoforte, harmonium
- Robin Williamson - violoncello
- Likky (Licorice McKechnie) - organo a canne

Here Till Here Is There
- Robin Williamson - voce, recorder (basso)
- Mike Heron - flauto
- Likky (Licorice McKechnie) - voce
- Malcolm Le Maistre - recorder (tenore)

Tree
- Mike Heron - voce, pianoforte, flauto
- Robin Williamson - voce, mandolino
- Likky (Licorice McKechnie) - voce, tamburello
- Malcolm Le Maistre - bouzouki

Jigs - Eyes Like Leaves, Sunday Is My Wedding Day, Drops of Whiskey, Grumbling Old Men
- Robin Williamson - fiddle
- Mike Heron - organo, basso
- Malcolm Le Maistre - fischietto (whistle), mandolino
- Likky (Licorice McKechnie) - spoons, performer (bironne), autoharp

Darling Belle
- Likky (Licorice McKechnie) - voce
- Robin Williamson - voce, oboe, chitarra, banjo, flauto, arrangiamenti (strumenti a corda)
- Mike Heron - voce, pianoforte, basso
- Malcolm Le Maistre - voce, glockenspiel, armonica, clarinetto, organo (di chiesa)[2]